# 南美霸鹟科
南美霸鹟科（学名：Tityridae）是雀形目的一个科，包含11属45种，这些物种以前被归类在霸鹟科、娇鹟科和伞鸟科，分布于新热带界的热带雨林、云雾林及其它森林地带。它们是杂食性动物，以昆虫等陆生无脊椎动物、小型脊椎动物和植物的果实为食。
南美霸鹟科的鸟类大多数为单配偶制的，雌雄共同抚养雏鸟。

## 下属类群
南美霸鹟科包含以下11属：
- 尖喙霸鹟属 Oxyruncus
- 皇霸鹟属 Onychorhynchus
- 黄腰霸鹟属 Myiobius
- 红尾霸鹟属 Terenotriccus
- 蒂泰霸鹟属 Tityra
- 希夫霸鹟属 Schiffornis
- 斑伞鸟属 Laniocera
- 紫须伞鸟属 Iodopleura
- 鵙伞鸟属 Laniisoma
- 白枕霸鹟属 Xenopsaris
- 厚嘴霸鹟属 Pachyramphus